# Douglas Bay Horse Tramway
Douglas Bay Horse Tramway (ang. Tramwaj Konny Zatoki Douglas) – linia tramwaju konnego działająca w latach 1876–2015 na wyspie Man, w mieście Douglas. Linia prowadziła wzdłuż nabrzeża i miała długość około 1,6 mili (2,6 km).
Linia biegła od pętli zlokalizowanej w pobliżu molo królowej Wiktorii, obok terminalu promowego, od Południowej ostatniego przystanku na molo Victoria, przylegającym do morskiego terminalu, przez stację kolejową Derby Castle, do południowego krańca Manx Electric Railway, gdzie tramwaje miały niewielką zajezdnię i stajnie.

## Historia
Linię zbudował jej pierwszy właściciel, emerytowany inżynier lądowy z Sheffield Thomas Lightfoot. Przewozy ruszyły w 1876 na trasie łączącej stację u stóp dzisiejszego wzgórza Summer Hill i stację w dolnej części Broadwayu, w miejscu współcześnie stanowiącym środkową część nadmorskiej promenady. Już w pierwszych latach działalności linia została rozbudowana o dodatkowe rozjazdy i zwrotnice, a w 1891 cała trasa została przekonwertowana na dwutorową. W tej formie linia dotrwała do XXI wieku działając nieprzerwanie z wyjątkiem krótkiej przerwy na czas II wojny światowej.
W 1882 roku Lightfoot sprzedał swoje udziały spółce Isle of Man Tramways, później przemianowanej na Isle of Man Tramways & Electric Power Co. Ltd, do której należała także kolejka elektryczna działająca na wyspie. W 1900 roku, w wyniku krachu bankowego, spółka ogłosiła likwidację. W 1902 r. syndyk masy upadłościowej sprzedał linię tramwajową Douglas Corporation, poprzedniczce dzisiejszej Rady Miasta Douglas (Douglas Borough Council). Od 1927 roku tramwaj kursował jedynie w okresie letnim, w początkach XXI wieku codziennie w godzinach od 9:00 do 17:20.
W 2015 roku Douglas Corporation podpisała umowę z operatorem transportowym Isle of Man Transport w sprawie wprowadzenia w tramwajach konnych jednolitego systemu biletowego Ticketer. W tramwajach zainstalowano biletomaty umożliwiające zakup biletów także na inne środki transportu działające na terenie wyspy.

### Zamknięcie

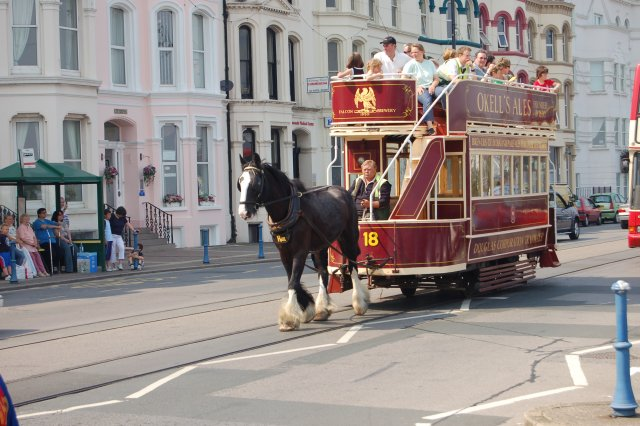
W taborze obsługującym linię na przestrzeni przeszło stulecia znalazło się 50 wagonów tramwajowych różnych typów, m.in. dwupiętrowe

W styczniu 2016 roku operator Douglas Corporation ogłosił, że nie planuje wznowienia kursowania tramwaju po przerwie zimowej, wobec czego ostatni kurs we wrześniu 2015 roku był jednocześnie ostatnim kursem konnego tramwaju. Podano, że powodem była fatalna sytuacja finansowa linii, która w samym tylko 2015 roku przyniosła 263 tysiące funtów strat. 

### Wznowienie działalności
Po tym, jak w internetowej petycji zebrano ponad dwa tysiące podpisów, niższa izba parlamentu wyspy Man powołała komisję, która miała zbadać sposoby na zachowanie konnych tramwajów. Ostatecznie ich obsługę przejął jeden z oddziałów Departamentu Infrastruktury Wyspy Man, który kontynuuje działalność.

## Opis
Tory kolejki mają rozstaw trójstopowy (914 mm), linia na całej długości jest dwutorowa i biegnie środkiem ulicy, pomiędzy pasami ruchu kołowego. Na trasę wyjeżdżały 23 wagony ciągnięte przez 45 koni.
Na przestrzeni lat linię obsługiwało kilka różnych modeli wagonów, do czasów współczesnych zachował się przynajmniej jeden egzemplarz każdego z typów. Większość stanowiły półotwarte platformy z siedzeniami ustawionymi na całej szerokości (tzw. closed toastrack, dosłownie „zamknięte stojaki do tostów”), rzadziej spotykane były zupełnie odkryte platformy (open toastrack; wyłącznie latem) oraz salonki użytkowane w zimniejszych miesiącach.
W miesiącach letnich konie i tramwaje na noc parkowały pod gołym niebem przy pubie Terminus Tavern, zimą chowane były do specjalnie wybudowanej w tym celu krytej zajezdni.
W 2014 Departament Infrastruktury rządu wyspy Man ogłosił, że w roku 2015 usługi tramwajowe zostaną zawieszone na czas przebudowy nawierzchni promenady pomiędzy ulicami Regent Street i Strathallen. Ostatecznie jednak plany zostały zmienione, dzięki czemu 11 maja 2015 tramwaje wyruszyły na tory po zimowej przerwie.

## Tramwaje

### Tabor
Do końca funkcjonowania linii w służbie pozostało 19 wagonów różnych typów, stanowiących przegląd wszystkich modeli, jakie na przestrzeni przeszło wieku jeździły po ulicach Douglas. Wyjątek stanowi wagon z parasolami, który po wycofaniu ze służby zamieniono na sklep z pamiątkami, oraz pojedynczy egzemplarz wagonu z odkrytym dachem, który również wycofano ze służby i sprzedano osobie prywatnej.
| Nr         | Rok budowy | Producent                               | Układ            | Miejsca | Uwagi                                                                      |
| ---------- | ---------- | --------------------------------------- | ---------------- | ------- | -------------------------------------------------------------------------- |
| No. 1 (ii) | 1913       | G.F. Milnes-Voss & Co., Ltd.            | Salonka          | 30      | Replacement Car, No Advertising                                            |
| No. 12     | 1888       | Starbuck Car & Wagon & Co., Ltd.        | Open Toastrack   | 42      | Blue Livery, Ornamental Lamps, No Advertising                              |
| No. 18     | 1883       | Metropolitan Carriage & Wagon Co., Ltd. | Double decker    | 52      | Converted Single Deck 1904, Returned Double-Deck 1989, Okell’s Advertising |
| No. 21     | 1900       | G.F. Milnes & Co., Ltd.                 | Open Toastrack   | 42      | Extended, Manx Electric Railway Society Advertising                        |
| No. 27     | 1892       | G.F. Milnes & Co., Ltd.                 | Salonka          | 38      | No Advertising                                                             |
| No. 28     | 1892       | G.F. Milnes & Co., Ltd.                 | Salonka          | 38      | No Advertising                                                             |
| No. 29     | 1892       | G.F. Milnes & Co., Ltd.                 | Salonka          | 38      | No Advertising                                                             |
| No. 32     | 1894       | G.F. Milnes & Co., Ltd.                 | Roofed Toastrack | 44      | Promenade Embroidery Advertising                                           |
| No. 33     | 1894       | G.F. Milnes & Co., Ltd.                 | Roofed Toastrack | 44      | Atholl Rent-A-Car Advertising                                              |
| No. 34     | 1894       | G.F. Milnes & Co., Ltd.                 | Roofed Toastrack | 44      | Blank                                                                      |
| No. 36     | 1894       | G.F. Milnes & Co., Ltd.                 | Roofed Toastrack | 44      | Conister Bank Advertising                                                  |
| No. 37     | 1894       | G.F. Milnes & Co., Ltd.                 | Roofed Toastrack | 44      | Orchard Recruitment Advertising                                            |
| No. 38     | 1894       | G.F. Milnes & Co., Ltd.                 | Roofed Toastrack | 44      | Manx Electric Railway Society Advertising                                  |
| No. 39     | 1902       | Starbuck Car & Wagon & Co., Ltd.        | Open Toastrack   | 42      | H.S.B.C. Advertising                                                       |
| No. 39     | 1902       | Starbuck Car & Wagon & Co., Ltd.        | Open Toastrack   | 42      | H.S.B.C. Advertising                                                       |
| No. 40     | 1902       | G.F. Milnes & Co., Ltd.                 | Open Toastrack   | 38      | Awaiting Attention                                                         |
| No. 43     | 1907       | United Electric Car Co., Ltd.           | Roofed Toastrack | 44      | Charles Taylor Advertising                                                 |
| No. 44     | 1907       | United Electric Car Co., Ltd.           | Roofed Toastrack | 44      | Royal Tram, Red, White & Blue                                              |
| No. 45     | 1907       | United Electric Car Co., Ltd.           | Roofed Toastrack | 44      | Atholl Rent-A-Car Advertising                                              |

### Złomowanie taboru
Przez tory w Douglas przewinęło się 50 różnych wagonów, trzy najnowsze zamówiono w końcu 1935 roku. Z biegiem lat niektóre z nich stały się niepotrzebne i zostały oddane na złom; część przechowywano w dawnej zajezdni kolejki linowej przy York Road aż do jej rozbiórki w 1990 roku. Inne rozbierano na części w miarę potrzeb.
| Nr        | Rok budowy | Producent                                 | Layout            | Miejsca | Data złomowania                  |
| --------- | ---------- | ----------------------------------------- | ----------------- | ------- | -------------------------------- |
| No. 1 (i) | 1876       | Starbuck Car & Wagon & Co., Ltd.          | Double Decker     | 52      | 1901                             |
| No. 2     | 1876       | Starbuck Car & Wagon & Co., Ltd.          | Double Decker     | 52      | 1948                             |
| No. 3     | 1876       | Starbuck Car & Wagon & Co., Ltd.          | Double Decker     | 52      | 1948                             |
| No. 4     | 1882       | Metropolitan Carriage & Wagon & Co., Ltd. | Double Decker     | 52      | 1949                             |
| No. 5     | 1884       | Starbuck Car & Wagon & Co., Ltd.          | Double Decker     | 52      | 1948                             |
| No. 6     | 1884       | Starbuck Car & Wagon & Co., Ltd.          | Double Decker     | 52      | 1949                             |
| No. 7     | 1884       | Starbuck Car & Wagon & Co., Ltd.          | Double Decker     | 52      | 1924                             |
| No. 8     | 1884       | Starbuck Car & Wagon & Co., Ltd.          | Double Decker     | 52      | 1949                             |
| No. 9     | 1884       | Starbuck Car & Wagon & Co., Ltd.          | Open Toastrack    | 38      | 1952                             |
| No. 10    | 1884       | Starbuck Car & Wagon & Co., Ltd.          | Open Toastrack    | 38      | 1983                             |
| No. 13    | 1886       | Metropolitan Carriage & Wagon & Co., Ltd. | Double Decker     | 48      | Renumbered (See No. 14)          |
| No. 15    | 1886       | Metropolitan Carriage & Wagon & Co., Ltd. | Double Decker     | 48      | 1949                             |
| No. 16    | 1886       | Metropolitan Carriage & Wagon & Co., Ltd. | Double Decker     | 48      | 1915                             |
| No. 17    | 1886       | Metropolitan Carriage & Wagon & Co., Ltd. | Double Decker     | 48      | 1917                             |
| No. 19    | 1886       | G. F. Milnes & Co., Ltd.                  | Open Toastrack    | 30      | 1952                             |
| No. 20    | 1886       | G. F. Milnes & Co., Ltd.                  | Open Toastrack    | 30      | 1952                             |
| No. 23    | 1891       | G. F. Milnes & Co., Ltd.                  | Umbrella Car      | 30      | 1952                             |
| No. 24    | 1892       | G. F. Milnes & Co., Ltd.                  | Open Toastrack    | 38      | 1952                             |
| No. 25    | 1892       | G. F. Milnes & Co., Ltd.                  | Open Toastrack    | 38      | 1952                             |
| No. 26    | 1892       | G. F. Milnes & Co., Ltd.                  | Open Toastrack    | 38      | 1974                             |
| No. 30    | 1894       | G. F. Milnes & Co., Ltd.                  | Open Toastrack    | 38      | 1954                             |
| No. 31    | 1886       | G. F. Milnes & Co., Ltd.                  | Open Toastrack    | 38      | 1987 (Advertising Car 1968-1975) |
| No. 41    | 1905       | G. F. Milnes & Co., Ltd.                  | Open Toastrack    | 38      | 1991                             |
| No. 46    | 1909       | Milnes-Voss & Co., Ltd.                   | Roofed Toastrack  | 42      | 2001 (Birkenhead Tramway Museum) |
| No. 48    | 1935       | Vulcan Motor & Engineering Co.            | Salonka kabriolet | 38/44   | 1982 (Sold, M.E.R. 1980)         |
| No. 50    | 1935       | Vulcan Motor & Engineering Co.            | Salonka kabriolet | 38/44   | 1982 (Sold, M.E.R. 1980)         |

### Inne zachowane tramwaje
Poza maszynami, które do końca pozostały czynne w służbie linii tramwajowej, wiele wagonów przetrwało w innych miejscach na wyspie. Przykładowo numer 14 spędził kilka lat w Muzeum Transportu w Clampham, a po jego zamknięciu w 1976 powrócił na wyspę Man w stulecie otwarcia linii tramwajowej. W 1991 został przekazany Manx Museum, gdzie pozostaje do dziś. Z kolei Nr 22 został przerobiony na sklep z pamiątkami i przez wiele lat stał przy Strathallan Crescent, nim przewieziono go do Muzeum Transportu w Jurby, gdzie pełni tę samą funkcję do dziś.
| Nr            | Rok budowy | Producent                        | Układ            | Miejsca | Uwagi                                   |
| ------------- | ---------- | -------------------------------- | ---------------- | ------- | --------------------------------------- |
| Wydanie nr 11 | 1888       | Starbuck Car & Wagon & Co., Ltd. | Open Toastrack   | 40      | Wycofane 1983, Jurby Muzeum Transportu  |
| Pokój 14      | 1884       | Starbuck Car & Wagon & Co., Ltd. | Dwupiętrowy      | 52      | Zachowane Do Muzeum Wyspy Man, Douglas  |
| Pod nr 22     | 1900       | G. F. Milnes & Co., Ltd.         | Wagon parasolowy | 42      | Tramwaj Sklep, Jurby Muzeum Transportu  |
| Nr 35 z       | 1894       | G. F. Milnes & Co., Ltd.         | Roofed Toastrack | 42      | Dom Wypoczynkowy Dla Koni, Bulrhenny    |
| Pod nr 47     | 1911       | G. F. Milnes & Co., Ltd.         | Roofed Toastrack | 44      | Wycofane 1978, Jurby Muzeum Transportu  |
| Pod nr 49     | 1935       | Vulcan Motor & Engineering Co.   | Salonka          | 38/44   | Wycofane 1980 Przechowywane W Prywatnie |